# Берт, Эмили
Эмили Кендалл Берт (англ. Emily Kendall Burt; род. 25 апреля 1975, Гонолулу) — американская футболистка, нападающая.

## Биография
Провела детство в городке Менло-Парк, Калифорния, где окончила среднюю школу. Затем училась в Стэнфордском университете. Выступала в футболе за университетскую команду «Стэнфорд Кардинал», на некоторое время делала перерыв в футбольной карьере ради выступлений в теннисе. После окончания учёбы некоторое время выступала за любительскую команду «Футхилл» (англ. Foothill FC), параллельно с основной работой.
В 2000 году выбрана на драфте полупрофессиональной лиги WUSA клубом «Атланта Бит» в 12-м раунде под общим 96-м номером. Провела в команде два с половиной сезона, сыграв 32 матча и забив 3 гола. В 2001 году стала вице-чемпионкой лиги, в 2002 году — полуфиналисткой. В ходе сезона 2003 года перешла в состав аутсайдера лиги «Филадельфия Чардж». Однако по окончании сезона 2003 года WUSA прекратила существование. В первой половине 2004 года спортсменка выступала за клуб «Калифорния Сторм» в полупрофессиональной лиге WPSL и стала её победительницей.
В августе 2004 года перешла в российский клуб «Энергия» (Воронеж), сменив другую американскую легионерку, Дженни Бенсон. Забила первый гол в своём втором матче за клуб, в ворота «Лады» (2:2), а всего за полсезона сыграла 8 матчей и отличилась одним голом. По итогам сезона стала бронзовым призёром чемпионата России. Вернувшись на родину, завершила профессиональную карьеру.